# Posener Ruderverein „Germania”

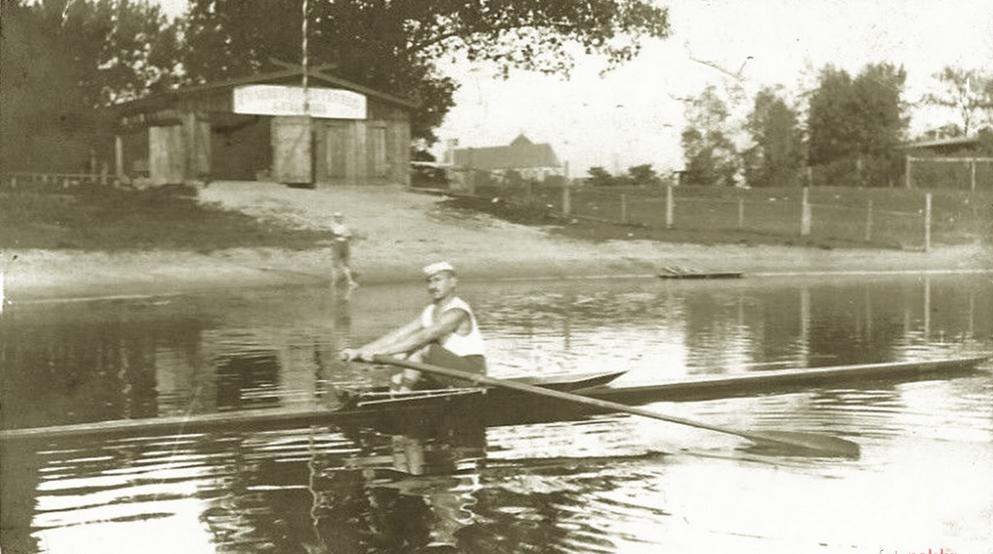
Skifista obok przystani towarzystwa – pierwsza dekada istnienia klubu

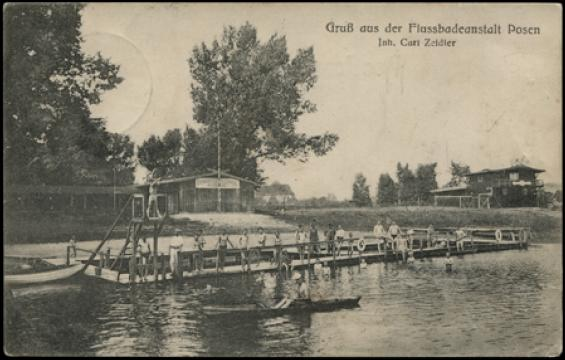
Przystań klubu (budynek za kąpieliskiem) około 1909

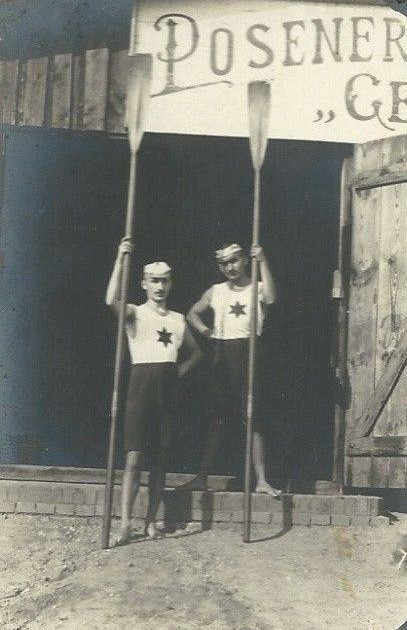
Zawodnicy przed hangarem około 1910

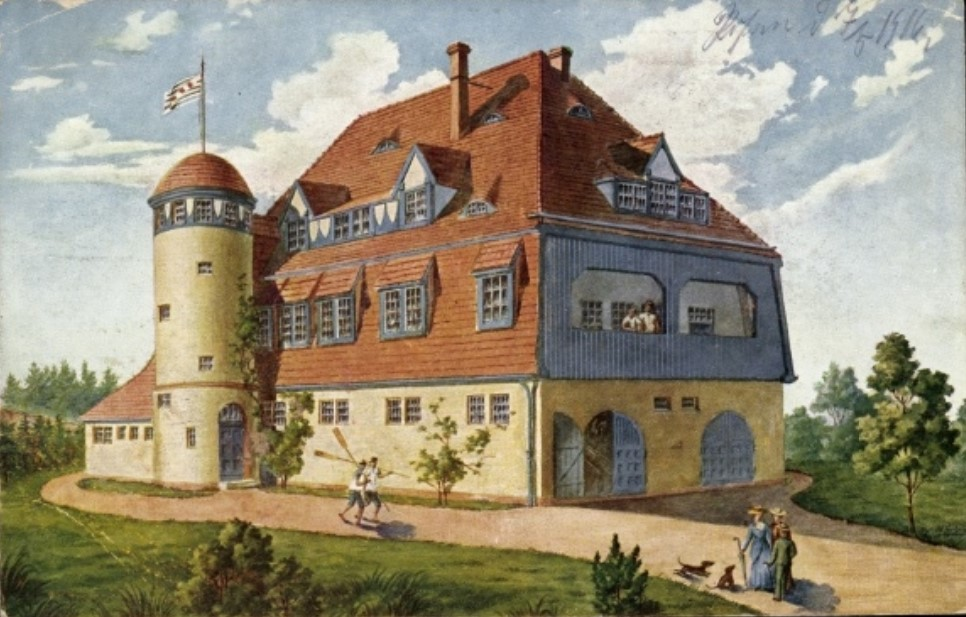
Druga przystań klubu nad Wartą w ówczesnej wsi Rataje około 1914

Posener Ruderverein „Germania” (pol. Poznańskie Towarzystwo Wioślarskie „Germania”), używający też nazwy Posener Ruderclub „Germania” – poznański klub wioślarski, zrzeszający Niemców, założony w 1902 r.

## Historia

### Okres do końca I wojny
Klub powstał ze zjednoczenia poznańskiego środowiska wioślarskiego i połączył trzy istniejące wcześniej kluby zrzeszające głównie Niemców:
- Posener Beamten Ruderverein,
- Posener Ruderverein Preußen,
- Ruderclub Aegir.

Do „Germanii” nie wszedł natomiast Ruderclub Neptun, który miał bardziej wielonarodowe oblicze. W 1907 klub liczył 58 członków, a w 1909 – 118. W 1912 wydzielono sekcję żeńską. W 1904 „Germania” była inicjatorką założenia Wolnego Stowarzyszenia Wioślarzy Wschodu (Freie Vereinigung der Rudervereine der Ostmark), w skład którego weszły kluby z Bydgoszczy, Torunia i Grudziądza. W tym samym roku odbyto regaty na jeziorze Swarzędzkim. Początkowo przystanią klubu była drewniana szopa przy ówczesnej ulicy Flußstraße (nieopodal Łazienek Rzecznych), przed I wojną wybudowana została okazała przystań we wsi Rataje użytkowana do II wojny. 

### Okres dwudziestolecia międzywojennego
Po I wojnie światowej niemieckie kluby wioślarskie istniejące przed wojną na terenach odzyskanych przez państwo polskie (w tym P.R.V. „Germania”) nadal były członkami Niemieckiego Związku Wioślarskiego. Kluby te stowarzyszyły się w odrębny sportowy związek wioślarski o nazwie „Związek Wioślarski dla Poznańskiego i Pomorza” (niem. Ruder-Verband Posen-Pommerellen), zrzeszający kluby wioślarskie z Prowincji Poznańskiej i Prus Zachodnich. Gdy polskie kluby wioślarskie utworzyły pod koniec 1919 Polski Związek Towarzystw Wioślarskich, kluby niemieckie wyraziły wolę przystąpienia do PZTW. Gdy – ze względów formalnych – otrzymały odmowę, przez kilka lat nie uczestniczyły w rywalizacji organizowanej przez PZTW. W międzyczasie majątek P.R.V. „Germania” pozostawał (do połowy 1924) w przymusowym zarządzie państwowym – jako klub niemiecki.
W 1928 niemiecki kluby Związku Wioślarskiego dla Poznańskiego i Pomorza podpisały z Niemieckim Związkiem Wioślarskim umowę o współpracy. W jej wyniku kluby niemieckie zrzeszone w Związku Wioślarskim dla Poznańskiego i Pomorza rozpoczęły współzawodnictwo z innymi klubami niemieckimi. Uczestniczyły od tej pory m.in. we wioślarskich mistrzostwach Niemiec.
P.R.V. „Germania” – pozostając klubem zawodników narodowości niemieckiej – przyjęta została w poczet członków PZTW w połowie lat 30., przed XVII Sejmikiem wioślarskim w 1936. Od tej pory klub mógł uczestniczyć w zawodach organizowanych przez ten związek. P.R.V. „Germania” regularnie uczestniczyła w takiej rywalizacji i w klasyfikacji punktowej prowadzonej przez PZTW, klub sklasyfikowany został:
- w 1935 – na 15 miejscu[7],
- w 1936 – na 14 miejscu[8],
- w 1937 – na 40 miejscu[9],
- w 1938 – na 29 miejscu[10],
- w 1939 – na 32 miejscu[11].

### Zakończenie działalności
Kres istnienia towarzystwa nastał po II wojnie światowej – w związku z usunięciem Niemców z Polski po 1945.